# Acantholumpenus
Acantholumpenus is een monotypisch geslacht van straalvinnige vissen uit de familie van stekelruggen (Stichaeidae). Het geslacht is voor het eerst wetenschappelijk beschreven in 1958 door Makushok.

## Soort
- Acantholumpenus mackayi (Gilbert, 1896)